# Världsmästerskapen i skidskytte 1976
De år då Olympiska vinterspel genomförs anordnas inga egna världsmästerskap. De olympiska mästarna räknas inte också som världsmästare. I grenar, som inte finns med i det olympiska programmet, anordnas särskild tävling. 
Världsmästaren i Sprint herrar 10 km  utsågs 1976 vid en särskild tävling i Antholz/Anterselva i Sydtyrolen i Italien. Tävlingarna i Distans herrar 20 km och Stafett 4 x 10 km ingick i det officiella programmet vid Olympiska vinterspelen 1976.
Till och med 1983 anordnades världsmästerskap i skidskytte endast för herrar.

## Resultat

### Sprint herrar 10 km
| Placering | Åkare               | Land          |
| --------- | ------------------- | ------------- |
| 1.        | Aleksandr Tichonov  | Sovjetunionen |
| 2.        | Aleksandr Jelisarov | Sovjetunionen |
| 3.        | Nikolaj Kruglov     | Sovjetunionen |

## Medaljfördelning
| Plats | Land          | Guld | Silver | Brons | Totalt |
| ----- | ------------- | ---- | ------ | ----- | ------ |
| 1     | Sovjetunionen | 1    | 1      | 1     | 3      |